# Restinga Transportes Coletivos
A Restinga Transportes Coletivos (mais conhecida apenas por Tinga) é uma empresa de transporte coletivo brasileira, com sede em Porto Alegre, no estado do Rio Grande do Sul, operando com o prefixo 24xx. É a mais jovem empresa privada do transporte coletivo da capital gaúcha, fundada em 18 de março de 1990.

## História
Foi fundada por um grupo de empresários operadores de transporte que se associaram na busca de uma solução para as dificuldades de deslocamento do Bairro Restinga, após a intervenção na Viação Belém Novo, que operava anteriormente as linhas da região e estava enfrentando dificuldades no final da década de 80. Atualmente conta com uma frota de 79 ônibus, com idade média de 5 anos e operando em 17 linhas. O foco na empresa é de sempre trabalhar na melhoria das condições de transportes oferecidas aos moradores do bairro Restinga. Desde 1996 a Tinga faz parte do Consórcio STS - Sistema Transportador Sul, atualmente Viva Sul.
A empresa opera as linhas com ônibus próprios e em parceria com a empresa Trevo.

## Frota
Desde a sua inauguração, a empresa conta com ônibus articulados. As mais recentes aquisições de articulados possuem motor traseiro e ar condicionado. Possui também veículos de três eixos, também conhecidos como trucados.
A empresa é a primeira na cidade a adquirir ônibus no padrão BRT, que estava em projeto para ser implementado em Porto Alegre visando a Copa de 2014 mas que até hoje não foi realizado. O veículo é equipado com motor traseiro, articulado com Ar Condicionado e piso baixo. Os modelos de carroceria presentes na frota da Tinga são: Torino G6, Viale e Gran Viale da Marcopolo, Mega 2004, Mega 2006 e Mega BRT da Neobus. A maior parte dos veículos são do chassi Mercedes-Benz, modelos OF-1722M, O-500M e O-500MA (ônibus articulados). Também há alguns veículos do chassi Volkswagen 17.230 EOD e do Scania F94HB.